# Крістен Романо
Крістен Романо (24 вересня 1999) — пуерториканська плавчиня.
Переможниця Ігор Центральної Америки і Карибського басейну 2018 року. Учасниця Чемпіонату світу з водних видів спорту 2022, де на дистанціях 200 метрів на спині, 200 і 400 метрів комплексом, відповідно, була дискваліфікована, посіла 29-те і 16-те місця й не потрапила до фіналів.